# Цай (царство)
Царство Цай (кит. трад. 蔡國, упр. 蔡国, пиньинь Càiguó) — китайское государство эпохи династии Чжоу (1122—256 до н. э.), проявившее себя в период Чуньцю («Весна и осень». 770—476 до н. э.) и затем угасшее в период Сражающихся царств (475—221 до н. э.)

## История
Основатель Чжоу У-ван предоставил титулы и земли своим младшим братьям. Один из них, Цзи Ду, получил вотчину под названием Цай, с центром в нынешнем уезде
Шанцай (буквально, «Верхний Цай»; в округе Чжумадянь провинции Хэнань), и получил имя Цай Шуду («дядя Цай»). Хотя впоследствии другие братья отняли его вотчину, его сын, Цзи Ху (Цай Чжун) смог получить её обратно.
В период Чуньцю, обладая лишь номинальной центральной властью, царство Цай вынуждено было перемещаться несколько раз после вторжения царства Чу, сперва в 531 г. до н. э. в соседний Синьцай («Новый Цай»), а впоследствии в Чжоулай (нынешний Хуайнань) в местность, названную Сяцай («Нижний Цай»). В 447 г. до н. э. чуский царь Хуэй (惠) завоевал Цай и территория царства стала частью северной военной границы царства Чу.
Цайским правителям было позволено переселиться на юг от реки Янцзы, на территорию нынешнего округа Чандэ, и основать там поселение Гаоцай, но это карликовое государство было упразднено спустя 80 лет.

## Фамилия Цай
С распространением фамилий на все социальные слои в империи Цинь, основанной в 221 г. до н. э., многие бывшие подданные царства Цай взяли себе фамилию Цай в память о бывшей родине.
После завершения истории царства Цай произошли две крупные миграции его потомков. Во время бунта Хуан Чао (875 г. н. э.) в конце правления династии Тан (618—907 гг. н. э.) клан Цай мигрировал в провинции Гуандун и Фуцзянь. Вторая крупная миграция произошла, когда в XVII в. Чжэн Чэнгун переправил военных чиновников с фамилиями Цай вместе с семьями на Тайвань. В результате фамилия Цай гораздо чаще встречается в этих областях, населённых потомками переселенцев, чем в других частях Китая.

## Правящий дом царства Цай

Царство Цай и его соседи, 5-й век до н. э.

- Цай Шуду (Цзи Ду), младший брат У-вана.
- Цай Чжун (Цзи Ху).
- Цай-бо Хуан.
- Гун-хоу.
- Ли-хоу.
- У-хоу. (863)-838 до н. э.
- И-хоу. 837—810 до н. э.
- Си-хоу Со-ши. 809—762 до н. э.
- Гун-хоу Син. 761—760 до н. э.
- Дай-хоу. 759—750 до н. э.
- Сюань-хоу Цо-фу. 749—715 до н. э.
- Хуань-хоу Фын-жэнь. 714—695 до н. э.
- Ай-хоу Сянь-у. 694—675 до н. э.
- Му-хоу Си. 674—646 до н. э.
- Чжуан-хоу Цзя-у. 645—612 до н. э.
- Вэнь-хоу Шэнь. 611—592 до н. э.
- Цзин-хоу Гу. 591—543 до н. э.
- Лин-хоу Бань. 542—531 до н. э.
- Пин-хоу Лу. 530—522 до н. э.
- Дао-хоу Дун-го. 521—519 до н. э.
- Чжао-хоу Шэнь. 518—491 до н. э.
- Чэн-хоу Шо. 490—472 до н. э.
- Шэн-хоу Чань. 471—457 до н. э.
- Юань-хоу. 456—451 до н. э.
- Хоу Ци. 450—447 до н. э.

## Царство Цай в трудах основоположников конфуцианства
Государство Цай неоднократно упоминается в ранней конфуцианской литературе. Однако в древности слово 蔡 (Цай) было не только названием страны, но и названием некой большой черепахи. Полагают, что княжество Цай славилось своими черепахами, или, по крайней мере, находилось на торговом пути, по которому в северный Китай поставлялись, в числе прочих товаров, и черепашьи панцири из долины Янцзы, ценившиеся для традиционного гадания на черепахах.
В связи с этим смысл некоторых цитат не является однозначным для современных исследователей. Так, Конфуций сказал (согласно переводу и интерпретации В. П. Васильева):
Цзан Вэнь-чжун (вельможа царства Лу), содержа у себя в доме большую черепаху, (для неё) на пилястрах (своего дома) изобразил горы, а на перекладинах нарисовал осоку; как после этого он умен (когда занимается такими пустяками, небрежа о делах народа)!
Оригинальный текст (кит.)臧文仲居蔡，山節藻梲，何如其知也？
По другой интерпретации, смысл цитаты состоит в том, что Цзан Вэньчжун не отдавал себе отчета в том, что декор такого типа подобает лишь правителю страны — таким образом, он мог знать архитектуру, но не нормы поведения в феодальном обществе.
Слова 居蔡 (цзюй цай) в лаконичном древнекитайском тексте можно понимать, однако, не только как «держал черепаху 'цай'» но и как «жил в (княжестве) Цай». В этом случае Конфуций мог говорить о разбогатевшем торговом представителе его родного княжества Лу в соседнем княжестве Цай.